# Lechalas
Le Lechalas est une vedette à vapeur affrétée pour le service des ingénieurs des ponts et chaussées. Il est ancré sur le quai de Versailles à Nantes, et est classé au titre objet des monuments historiques depuis 1986. C'est le premier navire fluvial à bénéficier de ce type de protection en France.

## Histoire
Le Lechalas a été baptisé en hommage à Médéric-Clément Lechalas, ingénieur des Ponts et Chaussées ayant exercé à Nantes au XIXe siècle. Construit sur les chantiers Saint-Quentin (ou chantier Blasse et Fils) dans le quartier Chantenay, à Nantes, en 1912, il est mis en service en 1913. Mue à la vapeur, cette vedette était utilisée comme bureau mobile par les ingénieurs des Ponts et chaussées pour superviser les chantiers sur la Loire, son estuaire, l'Erdre et la Sèvre nantaise.
En 1950, son moteur à vapeur est déposé. Conservé par la Maison des Hommes et des Techniques, il y est encore exposé. Depuis, le bateau est équipé d'un moteur diesel. Devenu navire amiral du port de Nantes, le Lechalas a accueilli trois Présidents de la République à son bord : Vincent Auriol, René Coty et Charles de Gaulle, ce qui lui a valu le surnom de Le Haut de Forme, qui côtoyait celui de Vapeur et Mirror. Il a également pris à son bord Catherine Deneuve, Alain Delon et Alain Souchon. Il est désarmé en 1967, vendu à un particulier en 1968 et laissé à l'abandon à La Roche-Bernard.
Il est racheté en 1982 par un particulier, D. Desprée. Une association, baptisée « SOS Lechalas » (devenue par la suite « ABPN », « Association bateaux du port de Nantes »), est créée pour œuvrer à la restauration du bâtiment. Il est classé au titre des monuments historiques le 7 mai 1986, premier navire fluvial à bénéficier de ce type de protection en France. Rénové, il navigue de nouveau à partir de 1992. Il participe à de nombreuses festivités (Les Rendez-vous de l'Erdre, Brest 2000, etc.).
Son port d'attache est Nantes, il est amarré en général en face du no 12 du quai de Versailles.

## Caractéristiques
Le navire, propulsé par un moteur diesel Scania de 120 cv, mesure 16,60 m de long pour 3,88 m, pèse 25 tonnes, et a une jauge de 24 tonneaux. La coque est en fer doux, les menuiseries en acajou.

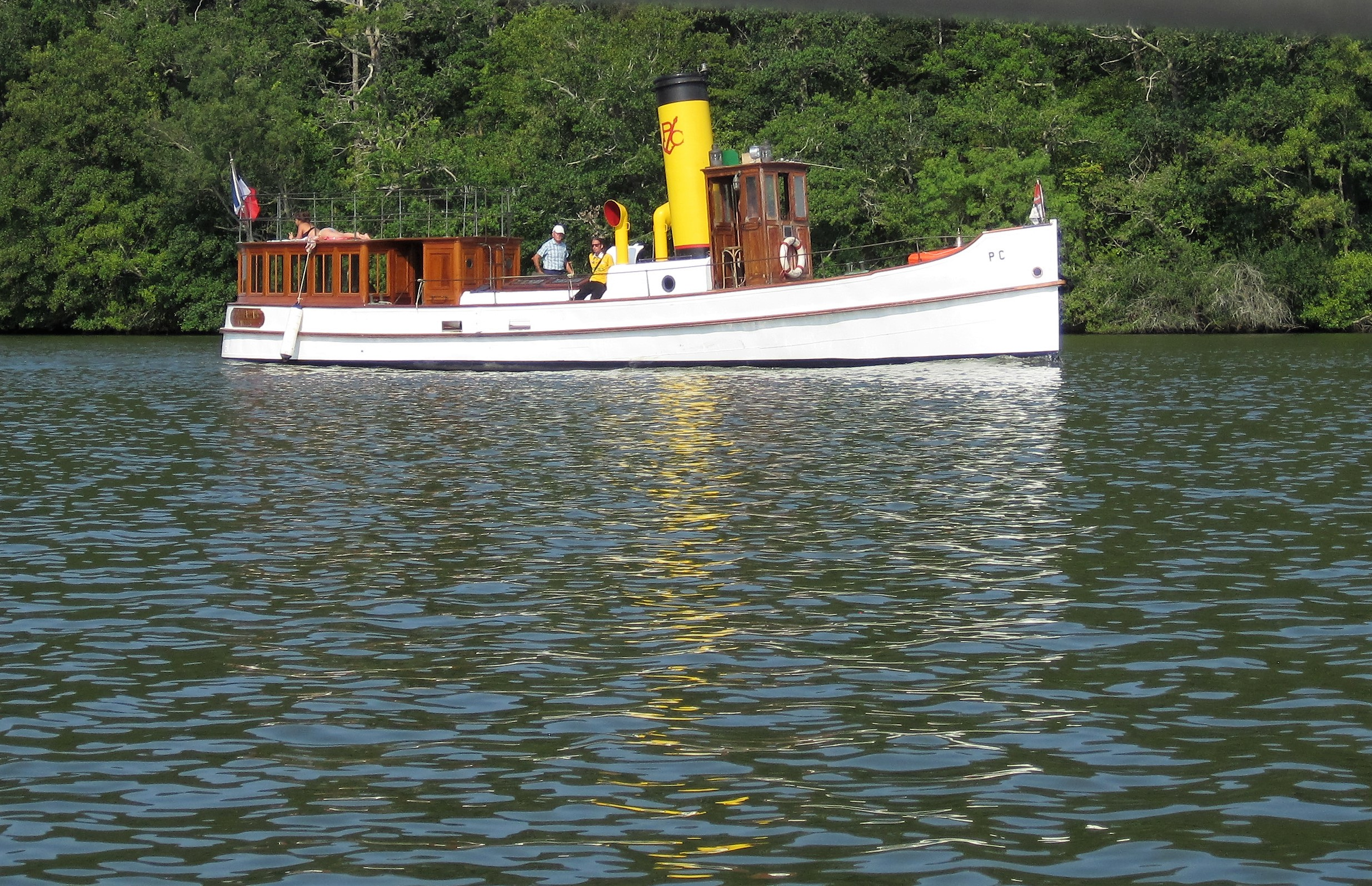
Le Lechalas naviguant sur la rivière Erdre en août 2018
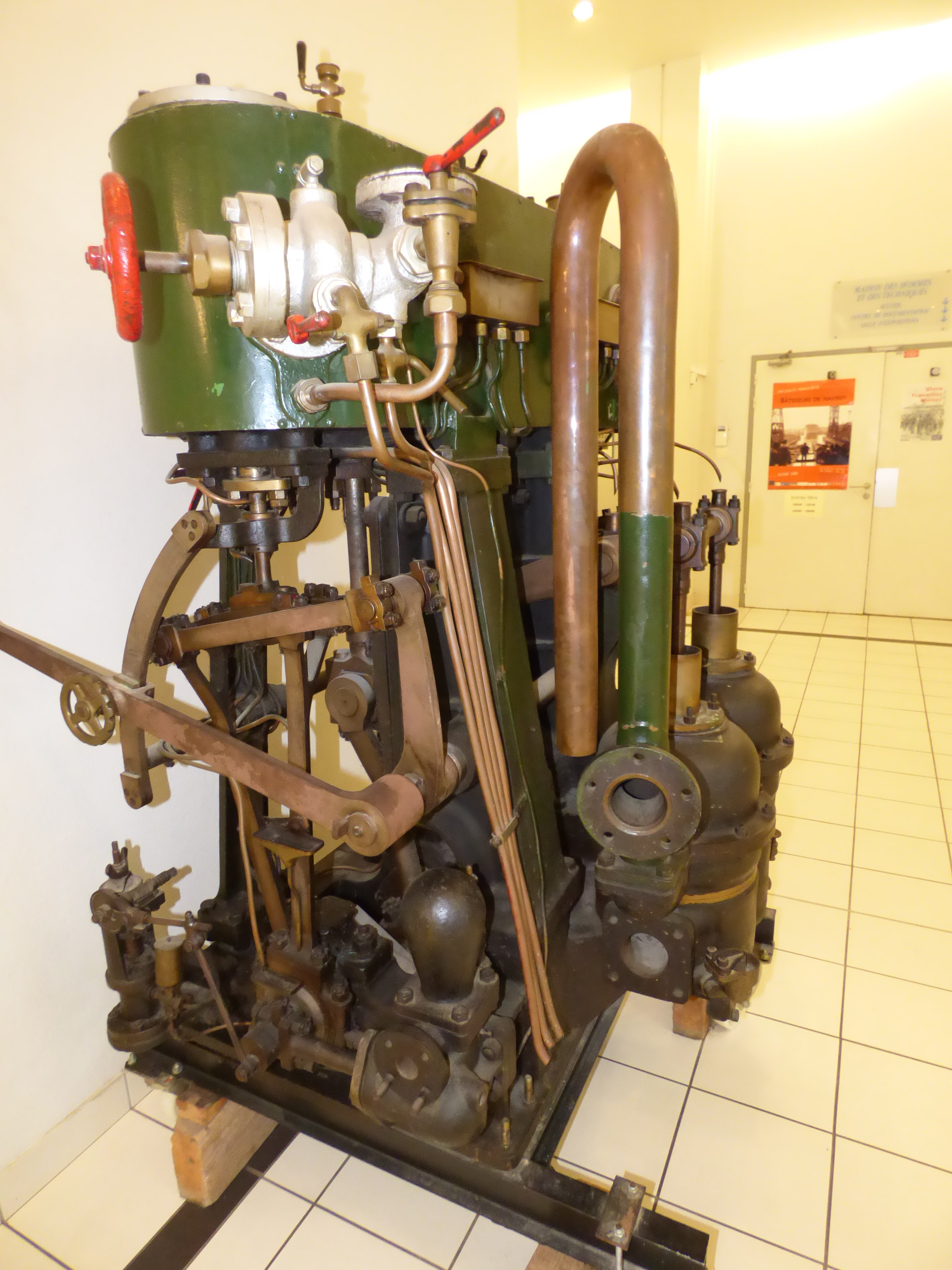
La machine à vapeur du Lechalas vue de l'avant
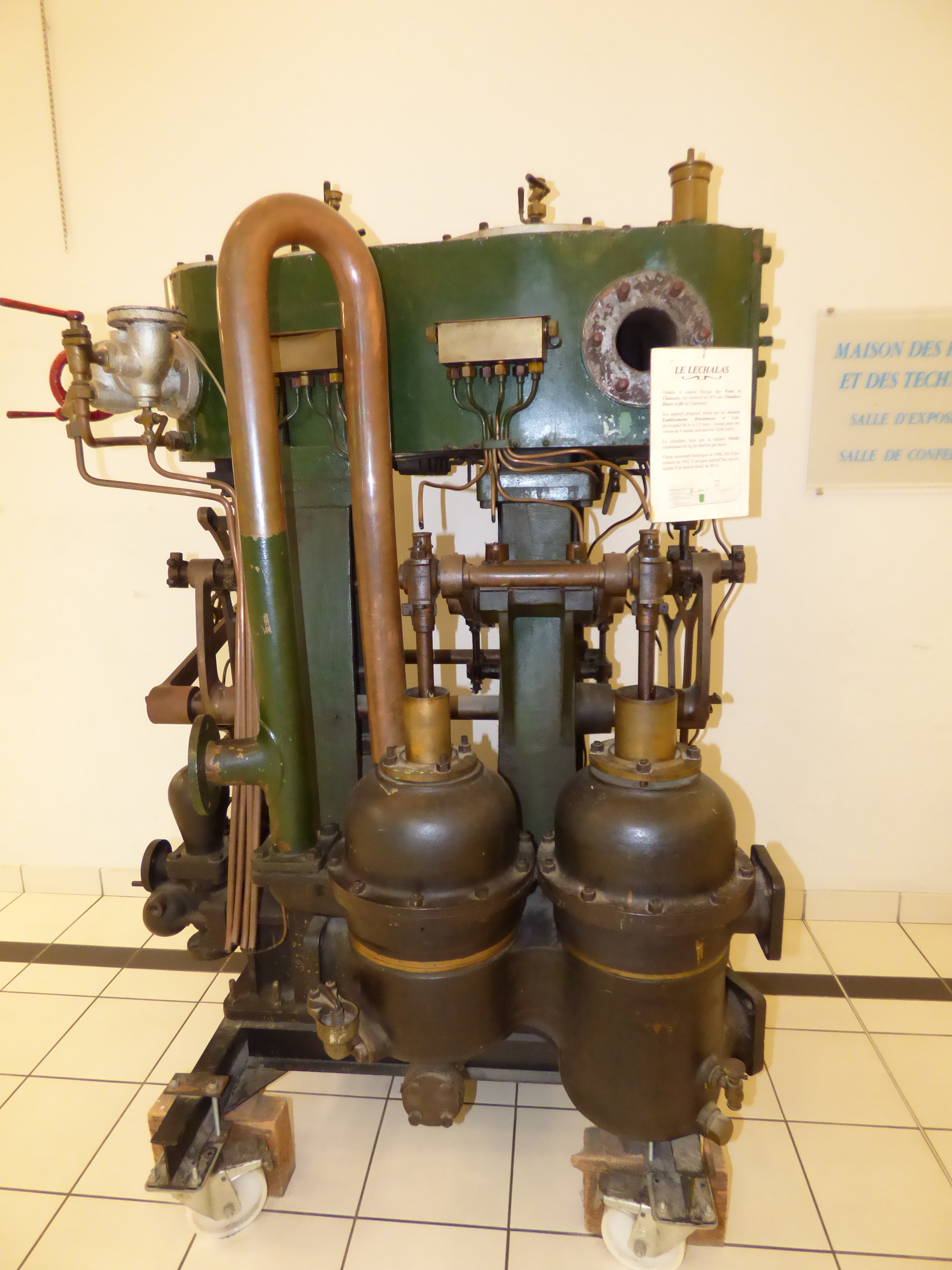
La machine à vapeur du Lechalas vue de côté
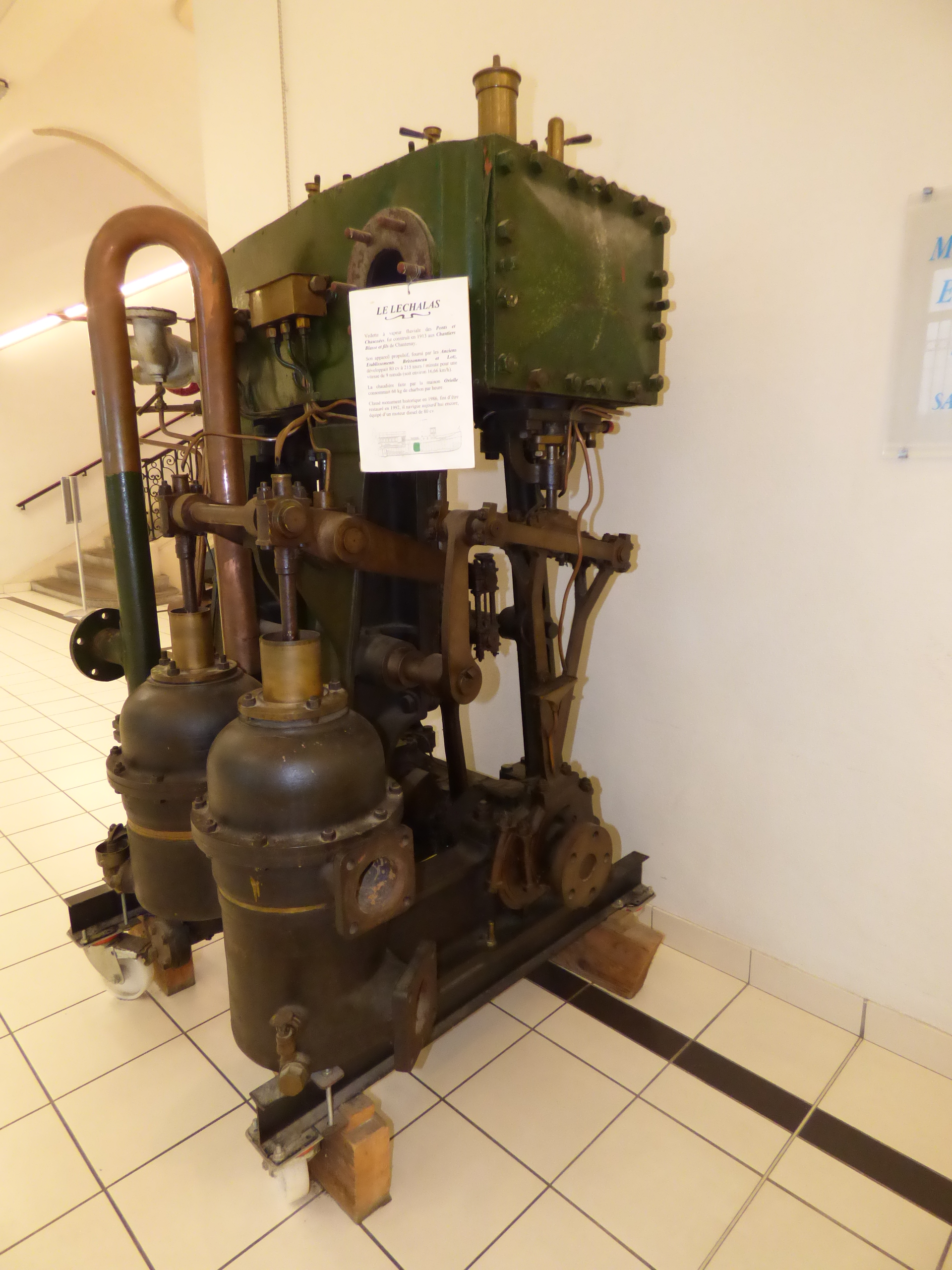
La machine à vapeur du Lechalas vue de l'arrière
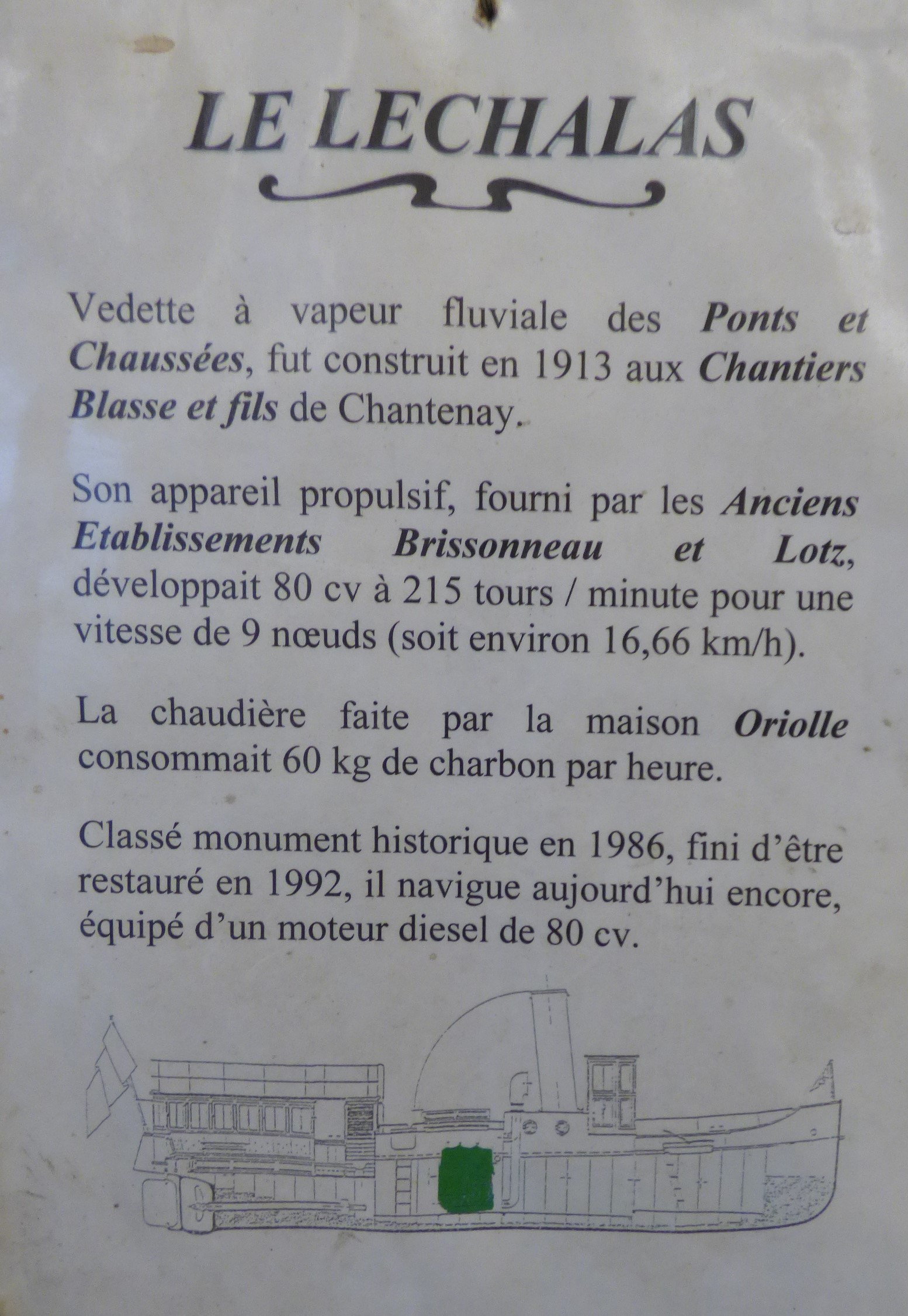
La fiche technique apposée sur la machine à vapeur du Lechalas
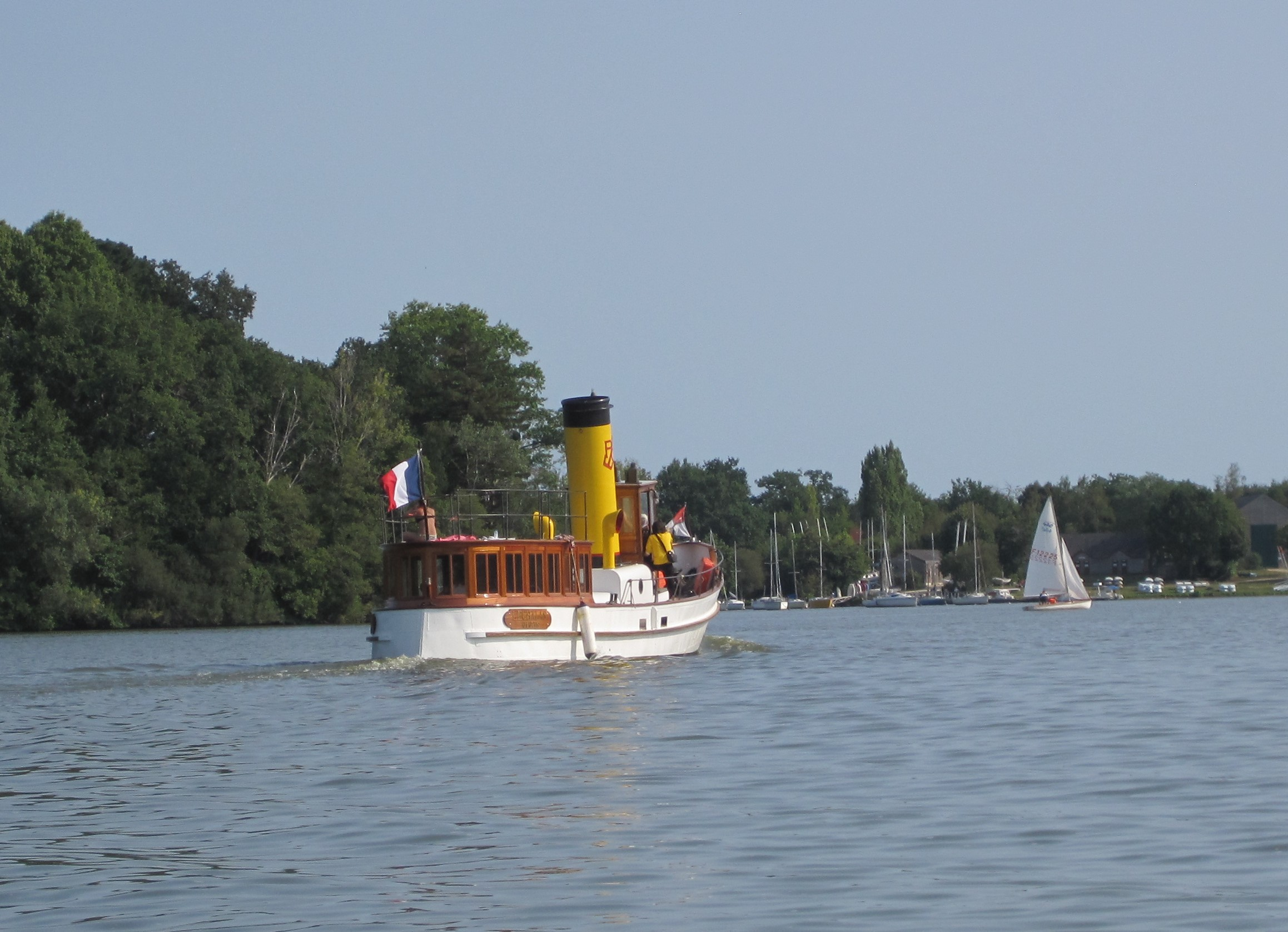
Le Lechalas naviguant sur l'Erdre près de Carquefou en août 2018

## Décor de cinéma
Le Lechalas a fait partie du décor du film Mercredi, folle journée !.